# Knocked Loose
Knocked Loose is een Amerikaanse band uit Oldham County, Kentucky. De band werd opgericht in 2013 en staat onder contract bij het platenlabel Pure Noise Records. De muziek van Knocked Loose wordt aangeduid als hardcore, metalcore of beatdown hardcore, en wordt getypeerd door het veelvuldig gebruik van breakdowns. Sinds hun oprichting hebben ze bekendheid verworven door onder meer hun deelname aan de Vans Warped Tour en het touren met genregenoten Terror en Jesus Piece. 

## Discografie

#### Studioalbums
- Laugh Tracks (2016)
- A Different Shade of Blue (2019)
- You Won't Go Before You're Supposed To (2024)

#### Ep's en splits
- Pop Culture (2014)
- Knocked Loose/Damaged Goods (2015)
- Mistakes Like Fractures (2019)
- A Tear in the Fabric of Life (2021)
- Upon Loss Singles (2023)

#### Singles
- "The Have Nots"
- "Manipulator"
- "SS" (2014)
- "Deadringer" (2016)
- "Oblivion's Peak"
- "Billy No Mates/Counting Worms"
- "Mistakes Like Fractures"
- "...And Still I Wander South"
- "Trapped in the Grasp of a Memory"
- "Blinding Faith"
- "Don't Reach For Me"
- "Suffocate" (feat. Poppy)

#### Demo's
- Manipulator (2013)

## Hitlijsten

### De Zwaarste Lijst
| Nummer                  | 2009* | 2010* | 2011* | 2012* | 2013 | 2014 | 2015 | 2016 | 2017 | 2018 | 2019 | 2020 | 2021 | 2022 | 2023 | 2024 | 2025 |
| ----------------------- | ----- | ----- | ----- | ----- | ---- | ---- | ---- | ---- | ---- | ---- | ---- | ---- | ---- | ---- | ---- | ---- | ---- |
| Suffocate (feat. Poppy) | -     | -     | -     | -     | -    | -    | -    | -    | -    | -    | -    | -    | -    | -    | -    | -    | 36   |

- Tot 2012 had de Zwaarste Lijst 70 plaatsen. Dit werd vanaf 2013 verminderd tot 66.